# Salacia (mytologi)
Salacia var i romersk mytologi semon för det friska och vackra saltskummet på Medelhavet, ursprungligen dimmans och fuktighetens semon och blev, sedan den grekiska antropomorfismen vunnit insteg i den romerska religionen, gemål till Neptunus.